# (I Can’t Get No) Satisfaction
(I Can’t Get No) Satisfaction – utwór skomponowany podczas amerykańskiego tournée The Rolling Stones w 1965 roku przez Keitha Richardsa z tekstem Micka Jaggera. 
Wyraża ostry protest, sprzeciwia się konformizmowi, brakowi odpowiedzialności i konsumpcjonizmowi, których świadkami byli członkowie grupy podczas trasy koncertowej.
Wersję tego nagrania można znaleźć na debiutanckiej płycie zespołu Devo; w lutym 1966 została także nagrana przez Otisa Reddinga. Utwór wykonywali też m.in. The Residents, Blue Cheer, Cat Power, Samantha Fox, Britney Spears i Acid Drinkers.
W 2004 utwór został sklasyfikowany na 2. miejscu listy 500 utworów wszech czasów magazynu Rolling Stone.

## Notowania

### Tygodniowe
| Terytorium        | Notowanie                | Pozycja |
| ----------------- | ------------------------ | ------- |
| Austria           | Ö3 Austria Top 40        | 1       |
| Belgia            | Ultratop 50              | 6       |
| Hiszpania         | Spanish Singles Chart    | 5       |
| Holandia          | Single Top 100           | 1       |
| Irlandia          | Top 100 Singles          | 1       |
| Kanada            | Canada Top Singles (RPM) | 3       |
| Niemcy            | Official German Charts   | 1       |
| Norwegia          | VG-lista                 | 1       |
| RPA               | Springbok Radio          | 1       |
| Wielka Brytania   | UK Singles Chart         | 1       |
| Stany Zjednoczone | Hot 100                  | 1       |

| Terytorium | Notowanie      | Pozycja |
| ---------- | -------------- | ------- |
| Holandia   | Single Top 100 | 16      |

| Terytorium | Notowanie      | Pozycja |
| ---------- | -------------- | ------- |
| Holandia   | Single Top 100 | 25      |

| Terytorium | Notowanie      | Pozycja |
| ---------- | -------------- | ------- |
| Holandia   | Single Top 100 | 13      |

| Terytorium | Notowanie                                     | Pozycja |
| ---------- | --------------------------------------------- | ------- |
| Francja    | Syndicat national de l’édition phonographique | 168     |

## Wersje innych wykonawców

### Singel Acid Drinkers
(I Can't Get No) Satisfaction – czwarty singel zespołu Acid Drinkers wydany przez Metal Mind w 1998 roku. Jest to cover utworów zespołu The Rolling Stones. Promuje on płytę Amazing Atomic Activity.
Lista utworów
1. „(I Can't Get No) Satisfaction” (cover The Rolling Stones)
2. „Cops Broke My Beer”
3. „(I Can't Get No) Satisfaction (Acid Remix)”

Twórcy
- Tomasz „Titus” Pukacki – śpiew, gitara basowa
- Przemysław „Perła” Wejmann – gitara, śpiew
- Dariusz „Popcorn” Popowicz – gitara
- Maciej „Ślimak” Starosta – perkusja